# Francisco Camacho Ruiz
Francisco Camacho Ruiz (Don Benito, 26 de maig de 1887 – Íbid., 15 de gener de 1967) va ser un cineasta espanyol, director de la reconeguda pel·lícula El cura de aldea (1936).

## Biografia
Fill de Manuel Camacho Algaba, de professió farmacèutic, natural de la Vall de la Serena, i d'Encarnación Ruiz Càceres. Va obtenir el títol de batxillerat a Badajoz el 1904. Es va doctorar en filosofia i lletres a la Universitat Central de Madrid, tot i que la seva veritable afició era la pintura. El 1913 es va traslladar a París, on va viiure de fer traduccions i es va afeccionar al cinema. El seu primer guió fou rebutjat per Pathé, però va treballar escrivint guions per London Films, Baked Film i British International Picture.
De retorn a Espanya, va treballar per les productores Patria Film i Soto Film, pels qui va rodar Los apuros de un paleto (1916) i El misterio de una noche de verano (1917) amb Fernando Delgado. Després va fundar un laboratori amb Armando Pou i el 1929 filmaria la versió cinematogràfica de Zalacaín el aventurero, distribuïda internacionalment per Metro Goldwyn Mayer. Malhauradament, no se'n conserva cap còpia. El 1927 va ser vicepresident de la novament creada Unión Cinematográfica Española (UCE) per tal de reclamar protecció estatal per al cinema.
Després de més de cinc anys inactiu, el 1935 tornà com a ajudant de Florián Rey en el rodatge de Nobleza baturra, i el 14 de març de 1936 va aconseguir estrenar el seu quart i darrer llargmetratge, El cura de aldea, projectada al Cine Rialto de Madrid. Durant la guerra civil espanyola va treballar com a documentalista per al govern de la República, raó per la qual es va exiliar en acabar el conflicte. Sembla que es va establir a Veneçuela. Segons una nota marginal en la seva partida de naixement va morir a Don Benito, el 15 de gener de 1967 al carrer Pajaritos, número 4; on residia.

## Filmografia
Com a director
- El misterio de una noche de verano (1916), de Soto Films.
- Los apuros de un paleto (1917), de Soto Films.
- Zalacaín el aventurero (1929), de CIDE.
- El cura de aldea (1935), de CIFESA (Compañía Industrial Film Español S.A.).

Com argumentista
- Alma rifeña (1922), d'Atlántida Films.